# 조코암

조코암(한자: 趙科岩,赵科岩, 한어 병음：zhao:kēyan, 로마자: jo gwa am、영어: Zhao Keyan)，1983년 9월 11일 중국 지린성 쓰평시에서 태어났다,중국 팝, 랩 가수이다.

음악 대표작으로는 <아다 연가>, <걸 날 빨리 사랑해>, <내가 어떻게 해야 하나>등을 있다.

## 개인 이력
조코암은 중국 지린(吉林)성 시핑(四平)시 농촌에서 태어나고 어릴 때 그림을 즐겨 그렸다. 중학교는 공부를 마치지 않고 아르바이트를 직업으로 삼아 현가 시간에 창가와 가요 창작을 배운다.

## 유명해진 이력
2014년에 창작된 <100원도 안 줘>는 중국 대륙의 인터넷에 한 방에 유명해진다.

## 연예 이력
2014년 4월 발매된 첫 EP 앨범<아다연가>에는 <아다연가>、<대주재>두 곡을 수록된다. 5월 발매된 앨범 <가슴이 아파 2014>에는<핫 연가>、<가슴이 아파 2014><걸 날 빨리 사랑해> 음악작품 3곡을 수록된다. 2015년 12월에는 <내가 어떻게 해야 하나>라는 작품을 발행했다.
2016년 6월 30일 밤에, 조코암의 첫 솔로 콘서트가 산둥 성 체육관에서 열렸지만 관객 팬은 적었다. 2016년 7월에 <마지막 성상>이라는 마이크로필름을 투자하고 출연한다.
2017년 12월에는 개인 민요 <조선생>를 발행하고 러시아YANDEX 웹사이트에 음악채널, 대만 FRIDAY뮤직 등의 웹사이트에 이 작품이 등장했다.、台湾FRIDAY音乐
2018년 3월에 개인 랩 싱글<그 시절 그 이야기들>을 발행하고, 같은 해 7월에는 인요 노래 <그 언덕>을 발표한다.

## 음악 작품

### 앨범
2014 阿达情歌<아다연가>

### 싱글
2014	小美丽<소미려>
2014	小可爱	<귀요미>
2014	刺激<자극>
2014	一百块钱都不给我	<100원도 안 줘>
2014	曾经有个人埋藏在我心底<어떤 사람이 내 마음속에 묻혀 있었다>
2015	分手的时候不流泪<헤어질 때는 눈물을 흘리지 않다>
2015	我多想靠近你<나는 얼마나 가까이 가고 싶니>
2015	我该怎么整	<내가 어떻게 해야 하나>
2017	赵先生	<조선생>
2018	那些年那些事儿<그 시절 그 이야기들>
2018	那一座山丘<그 언덕>